# Expeditie van Al-Muraysi'
De Expeditie van Al-Muraysi' vond plaats in sha'aban 6 AH (december 627).
Mohammed had te horen gekregen dat de leider van de Banu Mustaliq, Al-Harith, troepen had verzameld om Medina aan te vallen. Er werd een spion gestuurd om de posities van de moslims te inspecteren, maar deze werd gedood. Mohammed ging de stam met een leger tegemoet. Hierbij was Aboe Bakr de vaandeldrager van de muhajirun en Sa'd bin 'Ubadah de vaandeldrager van de ansaar. Zayd ibn Haritha kreeg de leiding over Medina terwijl Mohammed met het leger op pad was. Bij de waterput Muraysi' kwam het tot een treffen. Eerst schoten de twee partijen een uur lang pijlen naar elkaar. Daarna wisten de moslims de vijandige troepen te overrompelen waarna de mannen op de vlucht sloegen. Sommigen van hen werden gedood. De vrouwen en kinderen werden gevangengenomen. Daarnaast werd er veel buitgemaakt. Eén moslim werd per abuis door een ansaar gedood. Juwayriya, de dochter van Al-Harith, was een van de gevangengenomen vrouwen. Mohammed trouwde met haar en vervolgens werden honderd gevangenen die zich tot de islam hadden bekeerd vrijgelaten.
Volgens de Hadithverzamelingen van Al-Bukhari en Moslim begeerden Mohammeds volgelingen de gevangengenomen vrouwen maar wilden ze ook losgeld voor hen krijgen. Ze vroegen aan Mohammed  wat hij van coïtus interruptus vond om zwangerschap te voorkomen. Hierop antwoordde Mohammed dat het niet uitmaakt als ze dit niet deden omdat het al vastligt wie zal worden geboren tot aan de dag des oordeels.